# Павлоградуголь
ЧАО «ДТЭК Павлоградуголь» (укр. ПрАТ «ДТЕК Павлоградвугілля») — крупнейшее угледобывающее предприятие Украины, занимается разработкой в Западном Донбассе (Днепропетровская область). В состав предприятия входит 10 шахт, 23 структурных подразделения, 57 объектов социальной сферы. Коллектив предприятия насчитывает более 26 тыс. человек.

## История
После провозглашения независимости Украины производственное объединение "Павлоградуголь" перешло в ведение министерства угольной промышленности Украины.
В сентябре 1993 года находившееся на балансе ПО "Павлоградуголь" ПТУ № 40 было передано в коммунальную собственность города Першотравенск, а ПТУ № 41 - в коммунальную собственность города Терновка.
В марте 1995 года Верховная Рада Украины внесла "Павлоградуголь" в перечень предприятий, приватизация которых запрещена в связи с их общегосударственным значением. В дальнейшем, "Павлоградуголь" был реорганизован в открытое акционерное общество.
В августе 1997 года "Павлоградуголь" был включён в перечень предприятий и организаций, имеющих стратегическое значение для экономики и безопасности Украины.
В марте 2003 года президент Украины Л. Д. Кучма утвердил решение о приватизации активов ОАО ГХК «Павлоградуголь».
Летом 2004 г. приватизация ГХК «Павлоградуголь» завершилась продажей 92,11 % акций ОАО «Авдеевский коксохимический завод», которое подконтрольно компании System Capital Management. В марте 2007 г. аффилиаты System Capital Management выкупили еще 7,82 % акций «Павлоградугля».
В 2007 г. ЧАО «ДТЭК Павлоградуголь» совместно с ПАО "ДТЭК Шахта «Комсомолец Донбасса» выступили учредителями ООО «Инвестиционное общество», которое взяло на себя обязательство погасить долги (около $200 млн) и вложить инвестиции (около $200 млн) в модернизацию энергогенерирующей компании ПАО «ДТЭК Днепроэнерго» в обмен на право выкупа дополнительной эмиссии генкомпании. В результате в сентябре 2007 г. аффилированными с ООО «ДТЭК» структурами было сконцентрировано около 44,3 % акций ПАО «ДТЭК Днепроэнерго».
2011 год "Павлоградуголь" завершил с чистым убытком 891,988 млн гривен. по состоянию на 1 января 2012 года, численность работников составляла 26 206 человек. за 9 месяцев 2012 г. — чистая прибыль 251,245 млн гривен.

## Производственная деятельность
Предприятие добывает каменный уголь марок Г, ДГ для нужд энергетики и металлургии. В 2011 г. шахтами «Павлоградугля» добыто свыше 15,4 млн т угля (18,8 % добычи на Украине), промышленные запасы составляют 649,7 млн т (на 31.12.2011). Себестоимость тонны рядового угля, добытого в 2011 г. на шахтах объединения, составила 324 грн., что позволило войти в тройку шахт Украины с самой низкой себестоимостью.
В настоящее время «Павлоградуголь» включен в угледобывающий блок ДТЭК, энергетического холдинга System Capital Management. На предприятии идут процессы по внедрению прогрессивной горно-добывающей техники и обновлению имеющейся. В частности, с 2009 года на ш. «Степная» работает струговая установка. Фактические капиталовложения в ЧАО «ДТЭК Павлоградуголь» в 2011 г. составили $185 млн.
В соответствии с принципами вертикальной интеграции, уголь ЧАО «ДТЭК Павлоградуголь» в основном поставляется на собственные электростанции ДТЭК. Кроме того, продукция предприятия направляется на коксохимические предприятия Украины, экспорт, собственные нужды и социальные программы (в т.ч. отопление городов и поселков).

## Структура предприятия
- Шахтоуправление «Терновское»
  - Шахта «Западно-Донбасская», г. Терновка
  - Шахта «Терновская», г. Терновка
- Шахтоуправление «Днепровское»
  - Шахта «Днепровская», с. Дмитровка
  - Шахта «Самарская», с. Богдановка
- Шахтоуправление «им. Героев космоса»
  - Шахта «им. Героев Космоса», г. Павлоград
  - Шахта «Павлоградская», г. Павлоград
- Шахтоуправление «Першотравенское»
  - Шахта «Степная», г. Першотравенск
  - Шахта «Юбилейная», г. Першотравенск
- Другие предприятия
  - Управление «Павлоградпогрузтранс», г. Павлоград
  - Першотравенский ремонтно-механический завод, г. Першотравенск (c 2006 г. выделен в самостоятельное предприятие, арендующее производственные мощности у ЧАО «ДТЭК Павлоградуголь»)
  - Центральная обогатительная фабрика «Павлоградская», г. Павлоград (c 2006 г. выделена в самостоятельное ООО "ЦОФ «Павлоградская», арендующее производственные мощности у ЧАО «ДТЭК Павлоградуголь»)
  - Шахта «Першотравневая» г. Першотравенск (закрыта)
  - Шахта им. Н. И. Сташкова, с. Дмитровка (закрыта)
  - Шахта «Благодатная», г. Павлоград (закрыта)

## Музей истории и трудовой славы ЧАО «ДТЭК Павлоградуголь»
Накануне Дня шахтера 26 августа 2011 года в Павлограде открылся Музей истории и трудовой славы ЧАО «ДТЭК Павлоградуголь». Автор проекта — художник-оформитель Юрий Муха (компания «Ракурс» г. Павлоград). Вдохновитель и организатор создания музея — Виктор Пильгуй, главный специалист отдела корпоративной культуры ЧАО «ДТЭК Павлоградуголь». В новом музее каждой из десяти шахт Западного Донбасса выделены равные экспозиционные площади. Для того, чтобы вместить весь объем собранной информации предусмотрены специальные стенды-трансформеры, которые позволили в пять раз увеличить площадь экспозиций. Стенды шахт снабжены встроенными витринами и мониторами. Над каждой экспозицией размещены широкоформатные фотографии поверхности шахт.